# Impatiens uzungwaensis
Impatiens uzungwaensis är en balsaminväxtart som beskrevs av C Grey-wilson och C. Frimodt-meller. Impatiens uzungwaensis ingår i släktet balsaminer, och familjen balsaminväxter. Inga underarter finns listade i Catalogue of Life.